# Yvonne Elliman
Yvonne Marianne Elliman (Honolulu, 29 december 1951) is een Amerikaans singer-songwriter en actrice.
Haar zangcarrière begon in de vroege jaren 1970 in Londen waar ze optrad in diverse clubs. Dit leidde tot een platencontract en een rol als achtergrondzangeres van Eric Clapton. Ze zong mee op verschillende van zijn hits, onder andere: I Shot the Sheriff. Ze zong de rol van Maria Magdalena op het originele album Jesus Christ Superstar en de Broadway- en filmversies, en kreeg in 1973 haar eerste hit met I Don't Know How to Love Him.
Haar zangcarrière nam daarna een hoge vlucht met een aantal hitsingles, onder andere Hello Stranger en de Bee Gees song Love Me. Haar grootste hit in de Verenigde Staten kwam in 1977 met de nummer 1-hit uit de soundtrack van Saturday Night Fever, If I Can't Have You, ook geschreven door de Bee Gees. Ze kreeg dit nummer via haar eerste echtgenoot Bill Oakes, directeur van RSO Records (Robert Stigwood Organisation Records). Aanvankelijk was het de bedoeling dat ze How Deep Is Your Love zou zingen maar Stigwood wilde dat dit door de Bee Gees zelf werd uitgevoerd. Er volgde een serie kleinere hits in 1979, zoals de titelsong van de film Moment by Moment en een ander discolied Love Pains. Ze verscheen in een tweedelige episode van de televisieserie Hawaii Five-O. Andere hits waren I Can't Get You Out of My Mind met co-star James Darren en Savannah. In 1981 trouwde ze met Wade Hyman en maakte een eind aan haar carrière als zangeres om een gezinsleven op te bouwen. Yvonne Elliman en Wade Hyman kregen een dochter (Sage, 1982) en een zoon (Ben Russell, 1985). Later scheidde ze van Hyman. In 2004 verscheen de EP (4 tracks) Simple Needs, met alle nummers geschreven door Elliman.

## Discografie

### Albums
| Album met eventuele hitnotering(en) in de Nederlandse Album Top 100 | Datum van verschijnen | Datum van binnenkomst | Hoogste positie | Aantal weken | Opmerkingen |
| ------------------------------------------------------------------- | --------------------- | --------------------- | --------------- | ------------ | ----------- |
| Yvonne Elliman                                                      | 1972                  | -                     |                 |              |             |
| Food of love                                                        | 1973                  | -                     |                 |              |             |
| Rising sun                                                          | 1975                  | -                     |                 |              |             |
| Love me                                                             | 1976                  | 21-05-1977            | 33              | 8            |             |
| Night flight                                                        | 1978                  | -                     |                 |              |             |
| Yvonne                                                              | 1979                  | -                     |                 |              |             |
| Simple needs (EP)                                                   | 2004                  | -                     |                 |              |             |

### Singles
| Single met eventuele hitnotering(en) in de Nederlandse Top 40 | Datum van verschijnen | Datum van binnenkomst | Hoogste positie | Aantal weken | Opmerkingen              |
| ------------------------------------------------------------- | --------------------- | --------------------- | --------------- | ------------ | ------------------------ |
| Love me                                                       | 1977                  | 12-02-1977            | 20              | 6            | #16 in de Single Top 100 |
| Hello stranger                                                | 1977                  | 28-05-1977            | 25              | 5            | #20 in de Single Top 100 |
| If I can't have you                                           | 1978                  | 10-06-1978            | 28              | 4            | #31 in de Single Top 100 |
| Love pains                                                    | 1982                  | 17-07-1982            | 19              | 6            | #22 in de Single Top 100 |

### NPO Radio 2 Top 2000
| Nummer met noteringen in de NPO Radio 2 Top 2000 | '00  | '01  | '02  | '03  | '04  | '05  | '06  | '07 | '08  | '09 | '10  |
| ------------------------------------------------ | ---- | ---- | ---- | ---- | ---- | ---- | ---- | --- | ---- | --- | ---- |
| If I Can't Have You                              | 1265 | 1224 | 1687 | 1868 | 1441 | 1637 | 1993 | -   | 1906 | -   | 1948 |

1. ↑  Een '-' betekent dat het nummer niet was genoteerd en een vetgedrukt getal geeft de hoogste notering aan.
2. ↑  2000 was het eerste jaar met een notering voor dit nummer.
3. ↑  Deze tabel is bijgewerkt tot en met de meest recente editie (2024).